# Hendrik IV van Bar
Hendrik IV van Bar (circa 1315/1320 - Parijs, 24 december 1344) was van 1336 tot aan zijn dood graaf van Bar. Hij behoorde tot het huis Scarpone. 

## Levensloop
Hendrik IV was de zoon van graaf Eduard I van Bar en diens echtgenote Maria, dochter van hertog Robert II van Bourgondië. Zijn vader wilde hem in 1329 uithuwelijken met een dochter van koning Jan van Bohemen. In 1336 volgde hij zijn vader op als graaf van Bar.
In 1337 ontstond er een oorlog tussen Hendrik IV en hertog Rudolf van Lotharingen, waarbij ze elkaars landerijen vernielden. De oorlog kwam ten einde na de bemiddeling van koning Filips VI van Frankrijk, de suzerein van het graafschap Bar. Bij de Honderdjarige Oorlog schaarde Hendrik zich achter koning Filips VI van Frankrijk, vooral toen koning Eduard III van Engeland Frankrijk dreigde binnen te vallen. In 1340 werd er een wapenstilstand gesloten, waardoor deze dreiging enkele jaren verdween. Tijdens deze wapenstilstand kwam het opnieuw tot een confrontatie tussen Hendrik IV en Rudolf van Lotharingen, vooral rond de stad Neufchâteau en de Franse koning Filips VI moest nogmaals bemiddelen om de oorlog te beëindigen. 
In 1344 maakte Edward III van Engeland een einde aan de wapenstilstand met Frankrijk, waarna Filips VI een delegatie naar Avignon stuurde die paus Clemens VI ervan moest overtuigen om een nieuwe wapenstilstand op te leggen. Deze delegatie bestond uit Hendrik IV, Filips' zoon Jan van Normandië en hertog Odo IV van Bourgondië. Wegens een epidemie in Avignon moest de delegatie uitwijken naar Toulouse, waar Hendrik een ziekte opliep. In juli 1344 besloot hij huiswaarts te keren, waarna hij in oktober arriveerde in Vincennes. Uiteindelijk bezweek Hendrik IV in december 1344 aan de ziekte die hij had opgelopen.  

## Huwelijk en nakomelingen
Hendrik huwde in 1338 met Yolande van Dampierre (1326-1395), dochter van Robrecht van Dampierre, heer van Marle en Kassel. Ze kregen twee kinderen:
- Eduard II (1339-1352), graaf van Bar
- Robert I (1344-1411), graaf en hertog van Bar